# Benet Maria de Moixó i de Francolí
Benet Maria de Moixó i de Francolí (Cervera, diòcesi de Solsona, 10 d'abril del 1763 - Salta, 1816) fou un monjo benedictí cerverí que el 1805 fou nomenat arquebisbe de Charcas - avui dia arxidiòcesi de Sucre - al Virregnat del Riu de la Plata, llavors territori colonial espanyol.
Estudià filosofia i teologia al col·legi que mantenien el benedictins a Barcelona. Es doctorà en filosofia a la Universitat de Cervera. El 1778, amb quinze anys, ingressà a l'orde benedictí. Professà com a monjo al monestir de San Esteve de Banyoles i, més tard, es traslladà al reial monestir de Sant Cugat al Vallès. Als 21 anys va anar a Roma per disposició de l'abat Azara i l'anuència del govern, per estudiar llengües clàssiques i instruir-se en les principals branques de la literatura. En aquella ciutat entra en contacte amb el nucli de jesuïtes il·lustrats desterrats per ordre de Carles III com el pare Josep Manuel Peramàs i Ramón Diosdado Caballero així com el valencià Joan Andrés i Morell. També amb el cònsol espanyol a la Santa Seu Nicolás d'Alara (1784-88) que l'interessà per l'arqueologia, la història i les ciències. .
Al seu retorn al monestir, després de quatre anys, s'ordenà com a sacerdot. En motiu de ser traslladades a una nova sepultura les restes dels abats i monjos de Sant Cugat, pronuncià en 1789 una oració fúnebre que juntament amb l'assaig històric fou impresa a Barcelona per Francesc Surià i Burgada. Es dedicà a l'ensenyament a Sant Pau del Camp a Barcelona.
Fou membre de l'Acadèmia de Bones Lletres (1787), de l'Acadèmia d'Arts i Ciències (1789) i de la Reial Acadèmia de la Història (1796). El 1790 formà part d'una comissió encarregada d'organitzar la redacció d'un diccionari català-castellà-llatí.
En 1792 esdevingué professor de la Universitat de Cervera i el 1796 va ser nomenat pel rei catedràtic d'Humanitats d'aquell centre docent. En aquesta tasca compongué una gramàtica de llengua grega que quedà inèdita. El 1797 es va imprimir un discurs titulat «Oratio habita ad academicum cervariensem senatum cum ab eo ex regii decreti auctoritate Apollinari laurea donaretur.». I en 1798 va publicar en un tom un comentari de «Vetustissimis philosophis ab atheismi crimine vindicandis» i el 1802 apareixia «De Iosephi Rialpii iurisconsulti barcinonensis singulari in litteris praestantia commentarium»,editada per aquella universitat. Allí també s'imprimiren diverses recitacions seves, i entre elles «De philosophia cum reliqione adversus sophistas atheos foederata», i una oració gratulatòria adornada de diverses poesies en idiomes grec, italià, llatí i castellà, que va pronunciar amb motiu d'haver-se allotjat els reis Carles IV i Maria Lluïsa a l'edifici d'aquella universitat l'any 1802 de trànsit per Barcelona. La seva intervenció en aquella visita dels monarques el feu mereixedor de la creu de l'ordre de Carles III.
L'any següent Carles VI proposà la seva candidatura episcopal a la Santa Seu com a bisbe auxiliar Michoacán càrrec que no arribaria a ocupar. El 1804, Benet Maria de Moixò es traslladà a Mèxic i fou consagrat bisbe a la catedral de Ciutat de Mèxic. Aquell mateix any fou designat arquebisbe de Charcas a l'Amèrica meridional (del qual depenien les diòcesis d'Asunción, Buenos Aires, Tucumán, Santa Cruz de la Sierra i La Paz). En aquest interludi fins a la presa de possessió d'aquell arquebisbat publicà el «Sermón» predicat la nit de cap d'any de 1804 (publicat el 1805) i redactà la seva obra més destacada «Cartas mejicanas», (1805. Existeix una edició de 1999) Editades pòstumament Gènova el 1937 i, on de forma epistolar, són reportades dades de la història i la ciència mexicanes anteriors i posteriors a la conquesta espanyola.
Després d'un llarg i accidentat viatge, prengué possessió de la seva arxidiòcesis el primer de gener de 1807. Feu costat a les autoritats colonials enfront de l'assetjament de l'esquadra anglesa al virregnat. El 1808 organitzà una profunda reforma de la seva diòcesi i, no sense oposició, el restabliment de la disciplina entre els eclesiàstics. També donà suport a les accions per la restauració de la universitat en greu decadència des de l'expulsió dels jesuïtes.
A Charcas va publicar moltes homilies i pastorals de tota mena, que es van imprimir a Lima i Buenos Aires. Va morir a la ciutat de Salta l'any 1816. Va deixar inèdits alguns escrits que van quedar a Charcas, i que esmenta el seu nebot el baró de Juras Reales, en l'obra «Entretenimientos de un prisionero en las provincias del Rio de la Plata» (Barcelona, 1829), que de fet és una versió de les «Cartas mejicanas» que publicà amb el seu nom, També una rica col·lecció d'objectes rars incloent animals, vegetals, minerals i antiguitats d'aquell país.
Amb la invasió francesa d'Espanya de 1808, Benet Maria de Moixò es posicionà en contra de les autoritats napoleòniques i defensà sustentar els drets de Ferran VII. Ells llargs conflictes entre els criolls partidaris de la independència americana i els realistes implicaren Benet Maria de Moixò. El 1815 les tropes independentistes argentines ocuparen Potosí i l'arquebisbe Moixó fou detingut entre altres partidaris de la monarquia espanyola i fou confinat a Salta on moriria l'any següent. Camí d'aquesta ciutat escrigué la seva “Carta a los americanos escrita camino del destierro".

## Obres
- Memorias historicas del Real Monasterio de San Cucufate del Vallés, de la Congregación Benedictina Claustral Tarraconense y Cesaragustana ...Barcelona: Francisco Suriá y Burgada.1790.
- Oracion funebre que con motivo de las exequias que en los dias II y III de Diciembre de MDCCLXXXIX el real monasterio de S. Cucufate del Valles consagrò a la venerable memoria de sus augustos predecesores. Barcelona: Francisco Suriá y Burgada. 1790.
- Oratio habita ad Academicum Cervariensem Senatum cum ab eo regii decreti auctoritate Apollinari Laurea donaretur. Cervera: Typis Academicis, 1797.
- De vetustissimis philosophis ab atheismi crimine vindicandis commentarium. Cervariae lacetanorum. Cervera: Typis Academicis, 1799.
- De Iosephi Rialpii iurisconsulti barcinonensis singulari in litteris praestantia commentarium. Cervera: Typis Academicis, 1802.
- Poesias con que la Real Universidad de Cervera aplaudia el arribo del rey N. Señor don Carlos IIII, de la reyna N. Señora doña Maria Luisa y de sus reales hijos. Cervera: Oficina de la Universidad, 1802.
- Cartas mejicanas escritas por Benito Maria de Moxó en 1805 / dadas á luz á impulsos del P. Fr. Andres Herrero. Genova: Tipografia Pellas, 1839.
- Colección de varios papeles relativos a los sucesos de Buenos-Ayres. Lima: Imprenta Real de los Huérfanos,1808.
- Segunda parte de las obras patrióticas y doctrinales. Lima: La Casa de Niños Expósitos, 1809.